# Джордж Фішер
Джордж Фішер (англ. George Fisher, 8 липня 1969) — вокаліст американського дез-метал гурту Cannibal Corpse. Він записав два альбоми у Флориді, у складі групи Monstrosity, до приходу в Cannibal Corpse, де в 1995 року замінив вокаліста Кріса Барнса.

## Біографія
Народився в Балтиморі, штат Меріленд. Живе в Веслі Чепел, передмісті Тампи, Флорида. Одружений, має двох дочок.

### Музична діяльність
Джордж брав участь у написанні лірики Cannibal Corpse, це композиції Disfigured, Puncture Wound Massacre і Blood Drenched Execution. Ставши легендою завдяки екстремально низькому гроулінгу і викликаючим захоплення довгим воплям, він також прославився мотанням волоссям, яке називали серед фанатів «пропелером/млином» і, як наслідок, найбільшою шиєю в дез металі.
Джордж прийшов в Cannibal Corpse в 1996 році після запису «Created to Kill» з Крісом Барнсом, і з того часу він частина групи. До цього він співав у Monstrosity та покинув її після роботи на альбомі «Millenium». Тривалість скріма у пісні They Deserve to Die з альбому The Wretched Spawn — 15 секунд — одночасно шокує та потрясає, будучи живою демонстрацією люті Cannibal Corpse.

## Дискографія

### У складіCannibal Corpse
- 1996 — Vile
- 1998 — Gallery of Suicide
- 1999 — Bloodthirst
- 2002 — Gore Obsessed
- 2003 — Worm Infested
- 2004 — The Wretched Spawn
- 2006 — Kill
- 2009 — Evisceration Plague
- 2012 — Torture

### Disgorge
- 2000 — Forensick (гостьовий бек-вокал на композиціїSilks Sphinter Anal Lumen)

## Цікаві факти
- Corpsegrinder— назва першого гурту Джорджа Фішера. Коли його знайомили з хлопцями з Monstrosity, хтось забув його прізвище та сказав: «Джордж, хлопець з Труподробилки», так з'явилось його прізвище.
- Він фанат гри World of Warcraft. У ній він виступає проти фракції Альянсу і недолюблює расу Кривавих Ельфів.
- Джордж трохи вміє грати на барабанах.
- Джордж став прототипом[1] Нейтана Експложна (Nathan Explosion) — персонажа пародійного мультфільму «Металокаліпсис». Крім того, Фішер озвучив деяких персонажів мультсеріалу.
- Фішер вважає вокал Чака Шульдінера з Death своїм головним джерелом натхнення.